# EUICC

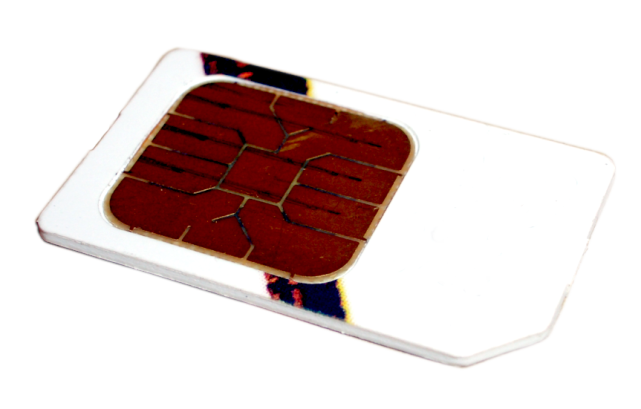
Смарт-карта, снятая с мобильного телефона GSM

Универсальная карта с интегральной схемой (UICC), также известная как SIM-карта, представляет собой смарт-карту (карта с интегральной схемой), которая используется в мобильных терминалах в сетях GSM и UMTS. UICC обеспечивает целостность и безопасность всех видов личных данных и обычно содержит несколько сотен килобайт.
В сети GSM UICC содержит приложение SIM, а в сети UMTS — приложение USIM. UICC может содержать несколько приложений, что позволяет одной смарт-карте предоставлять доступ как к сетям GSM, так и к сетям UMTS, а также обеспечивать хранение телефонной книги и других приложений. Также можно получить доступ к сети GSM с помощью приложения USIM, и можно получить доступ к сетям UMTS с помощью приложения SIM с мобильными терминалами, подготовленными для этого. В выпуске 5 UMT для услуг в IMS требуется новое приложение — модуль идентификации IP-мультимедийных услуг (ISIM). Телефонная книга — это отдельное приложение, которое не является частью модуля идентификации абонента.
В сети cdmaOne / CDMA2000 («CDMA») UICC содержит приложение CSIM в дополнение к приложениям 3GPP USIM и SIM. Карта со всеми тремя функциями называется «съёмным удостоверением личности пользователя» или R-UIM. Таким образом, карту R-UIM можно вставить в телефонные трубки CDMA, GSM или UMTS, и она будет работать во всех трех случаях.
В сетях 2G SIM-карта и приложение SIM были связаны вместе, так что «SIM-карта» могла означать физическую карту или любую физическую карту с приложением SIM. В сетях 3G неправильно говорить об USIM, CSIM или SIM-карте, поскольку все три являются приложениями, работающими на карте UICC.

Смарт-карта UICC состоит из ЦП, ПЗУ, ОЗУ, EEPROM и схем ввода-вывода. Ранние версии состояли из смарт-карты цельного, полноразмерного  габарита(85 × 54 мм, ISO / IEC 7810 ID-1). Вскоре гонка за меньшими размерами телефонов потребовала уменьшения размера карты. Карточка была обрезана до 25 × 15 мм (ISO / IEC 7810 ID-000), как показано на рисунке.
Поскольку слот для карты стандартизирован, абонент может легко перенести свою учётную запись и номер телефона с одного телефона на другой. Это также перенесёт их телефонную книгу и текстовые сообщения. Точно так же обычно абонент может сменить оператора связи, вставив карту UICC нового оператора в свой существующий телефон. Однако это не всегда возможно, потому что некоторые операторы (например, в США) блокируют SIM-карты продаваемых ими телефонов, предотвращая использование карт конкурентов.

## ПИН-код
Использование и содержимое карты можно защитить с помощью PIN-кода.
Один код, PIN1, может быть определён для управления нормальным использованием телефона.
Можно установить другой код, PIN2, чтобы разрешить использование специальных функций (например, ограничение исходящих телефонных вызовов списком номеров).
PUK1 и PUK2 используются для сброса PIN1 и PIN2 соответственно.

## Интеграция
Интеграция структуры ETSI и структуры управления приложениями GlobalPlatform стандартизирована в конфигурации UICC.